# Hussein al-Sadiq (Fußballspieler)
Hussein al-Sadiq (arabisch حسين الصادق, DMG Ḥusain aṣ-Ṣādiq; * 15. Oktober 1973) ist ein ehemaliger saudi-arabischer Fußballtorhüter

## Karriere

### Klub
Er begann seine Karriere spätestens in der Saison 1993/94 im Kader von al-Qadisiyah und wechselte danach noch einmal zur Saison 1997/1998 weiter zu al-Ittihad, wo er noch einige Jahre weiter spielte.

### Nationalmannschaft
Seinen ersten bekannten Einsatz für die saudi-arabische Nationalmannschaft zwischen Pfosten hatte er am 18. April 1993 in einem Freundschaftsspiel gegen Neuseeland. Hier wurde er zur zweiten Halbzeit für Mohammed al-Deayea eingewechselt. Nach weiteren Freundschafts- und Qualifikationsspielen war er auch Torwart bei beiden Spielen des Team beim König-Fahd-Pokal 1995. An weiteren Einsätzen bei einem Turnier folgte danach nur noch ein Einsatz beim Golfpokal 1996. Ansonsten kam er in den späteren Jahren nur noch vereinzelt zu Spielzeit. Sein letztes bekanntes Spiel war dann ein Freundschaftsspiel gegen Jamaika am 13. Juli 1999.
Mit der saudi-arabischen Auswahl war er bei den Olympischen Spielen 1996 in Atlanta vertreten.